# Walter Giskes
Walter Giskes (* 6. März 1891 in Krefeld, Rheinprovinz; † 1. Januar 1964 in Kassel, Hessen) war ein deutscher Bühnenbildner und Maler.

## Leben
Walter Giskes studierte von 1907 bis 1910 an der Handwerker- und Kunstgewerbeschule Krefeld bei Jan Thorn Prikker. In diesen Jahren schuf er Wachs- und Pastellkreide-Zeichnungen, insbesondere Stillleben und Landschaftsdarstellungen mit expressionistischen Zügen, in Stil wie Farbgebung jedoch noch weitgehend dem Post-Impressionismus verpflichtet. Mit seinen Krefelder Mitstudenten Heinrich Campendonk und Helmuth Macke, mit denen er sich 1910/1911 ein Atelier teilte, wandte er sich in den folgenden Jahren neueren Tendenzen der Kunst zu. Am 10. Mai 1911 schrieb er sich im Fach Zeichnen als Student an der Königlichen Akademie der Bildenden Künste München ein. Bis 1913 studierte er dort, unter anderem bei Gabriel von Hackl. Als er sich nach dem Ausbruch des Ersten Weltkriegs dem Militärdienst verweigerte, wurde er inhaftiert. Es gelang ihm, in die Schweiz nach Zürich zu desertieren, wo er von 1914 bis 1918 Schüler von Ferdinand Hodler war. Nach dem Krieg unterhielt er von 1919 bis 1921 in der Dreikönigenstraße in Krefeld ein eigenes Atelier.
1921 wurde er Bühnenbildner am Stadttheater Krefeld. Von 1924 bis 1927 gestaltete er Bühnen am Oldenburgischen Landestheater. 1926 beteiligte er sich in Oldenburg an der Ausgestaltung des Tanzsaals des ersten Kostümfests der Vereinigung für junge Kunst, das im März unter dem Motto „Novo Duda. Die große Filmstadt“ veranstaltet wurde. Ein Jahr später siedelte Giskes nach Dortmund über, wo er für die Städtischen Bühnen wirkte (u. a. 1927 Die tote Stadt nach Korngold; 1929 Der Feuervogel nach der Choreographie von Hannah Spohr; 1932 Die Stützen der Gesellschaft nach Ibsen). Später erhielt er als Bühnenbildner ein Engagement am Staatstheater Wiesbaden, 1958 am Staatstheater Kassel.